# Rio Coaçu
O rio Coaçu ou riacho Coaçu é um rio brasileiro do estado do Ceará, que deságua no rio Cocó. 
Esse rio origina-se de duas nascentes: a lagoa do Carápio e a lagoa Caracanga. A lagoa do Carápio fica na divisa entre os municípios de Pacatuba e Itaitinga; a lagoa Caraganca fica no município de Itaitinga. O seu leito de cerca de 25 km atravessa os municípios de Itaitinga, Aquiraz, Eusébio e Fortaleza.